# Serge De Marre
Serge De Marre (7 februari 1981) is een Vlaamse voice-over die zijn carrière startte als radio-dj. In 2000 was hij voor het eerst op de radio te horen.
De Marre begon als radiopresentator bij de lokale zender Radio Contact in Turnhout. Zijn nationale carrière startte in 2004 bij Q-music. Hij was er aanvankelijk invallend presentator en presenteerde ook een vast programma tijdens de zomer tussen 19 en 22 uur. Vanaf april 2009 tot juni 2010 was hij iedere avond te horen tussen 20 en 23 uur. Van 2006 tot 2010 was De Marre binnen moederbedrijf Medialaan ook de vaste stem van de jongerenzender JIMtv en de vaste voice-over van VTM-programma's zoals TV Makelaar, Huis en Thuis en Chef vs. Vlaanderen. Bij het concurrerende VIJFtv was hij de stem van onder meer de reeksen Jouw vakantie, mijn vakantie, Rotverwende Dochters en Kitchen Nightmares.
Halverwege 2010 beëindigde De Marre zijn vaste activiteiten in België om samen met zijn echtgenoot naar de Verenigde Staten te verhuizen. Aanvankelijk woonden ze er in Washington D.C., sinds 2012 in Houston in de staat Texas. In 2018 verhuisde hij naar Dallas in de staat Texas en van 2020 tot 2022 woonde De Marre in Boedapest in Hongarije. Momenteel woont hij weer in Houston.  
Tot 2015 werd De Marre vanuit de VS reeds verschillende malen ingeschakeld als correspondent voor VTM Nieuws. Zo deed hij onder meer live-verslaggeving over de dood van Osama bin Laden, de schietpartij op de Sandy Hook Elementary School in Newtown (Connecticut) en de aankondiging van de iPhone 5.
Tot 2015 werd hij tijdens vakantieperioden in België nog regelmatig ingeschakeld als vervangend presentator bij Q-music. 
Vanuit de VS blijft De Marre vooralsnog actief als stemacteur voor Vlaamse en Engelse reclamespots. In 2024 sprak hij onder andere de nationale reclamecampagne in voor het Amerikaanse streamingplatform Tubi.

## Curriculum
als voice-over en stemacteur
- 2002-heden: diverse reclamespots in het Vlaams voor radio en televisie voor onder andere Becel, LG, Mentos, Ikwilvanmijnautoaf.be, Pringles, ING en in het Engels voor onder andere de Amerikaanse streamingdienst Tubi.
- 2006-2010: JIMtv: zenderstem
- 2006-2010: VTM: voice-over diverse realityprogramma's
- 2006-2011: VIJFtv: voice-over diverse realityprogramma's
- 2019-2021: Qmusic (Vlaanderen): stationvoice
- 2021-heden: TOPradio: stationvoice

als radiopresentator
- 2000-2004: Radio Contact Turnhout
- 2000-2004: Power FM Geel
- 2002-2004: Energy Vlaanderen
- 2004-2015: Q-music Vlaanderen

als televisiepresentator
- 2003-2006: VTM Nieuws: correspondent/verslaggever regio Antwerpen
- 2010-2011: De dagshow: vliegende reporter
- 2010-2013: VTM Nieuws: correspondent/verslaggever Verenigde Staten

overig
- 2008-2009: Het Laatste Nieuws: columnist
- 2011-2012: Q-music Nederland: vaste Amerika-correspondent in de Goeiemorgenshow
- 2011-2014: Q-music Vlaanderen: wekelijkse rubriek in De Goeiemorgenshow
- 2014-2015: Q-music Vlaanderen: wekelijkse rubriek in Peter QSA